# Повчин
Повчин (бел. Поўчын) — деревня в Вересницком сельсовете Житковичского района Гомельской области Белоруссии.

## География

### Расположение
В 26 км на юго-запад от Житковичей, 15 км от железнодорожной станции Дедовка (на линии Лунинец — Калинковичи), 263 км от Гомеля.

## Гидрография
На юге озеро Полчин.

## Транспортная сеть
Транспортные связи по просёлочной, затем автомобильной дороге Лунинец — Калинковичи. Планировка состоит из бессистемно расположенных деревянных крестьянских усадьб.

## История
Основана в начале XX века переселенцами из соседних деревень. В 1917 году урочище в Туровской волости Мозырского уезда Минской губернии. Наиболее активное заселение этих мест происходила в 1920-е годы. В 1931 году жители вступили в колхоз. Во время Великой Отечественной войны действовала патриотическое подполье. 24 апреля 1944 года каратели убили 170 жителей деревень Запесочье и Повчин (похоронены в могиле жертв фашизма) и полностью сожгли деревню. 8 жителей погибли на фронте. В 1959 году в составе колхоза «Победа» (центр — деревня Запесочье).

## Население

### Численность
- 2020 год — 4 хозяйства, 7 жителей.

### Динамика
- 1917 год — 4 жителя.
- 1940 год — 32 двора, 160 жителей.
- 1959 год — 133 жителя (согласно переписи).
- 2004 год — 15 хозяйств, 24 жителя.